# Escolas palatinas

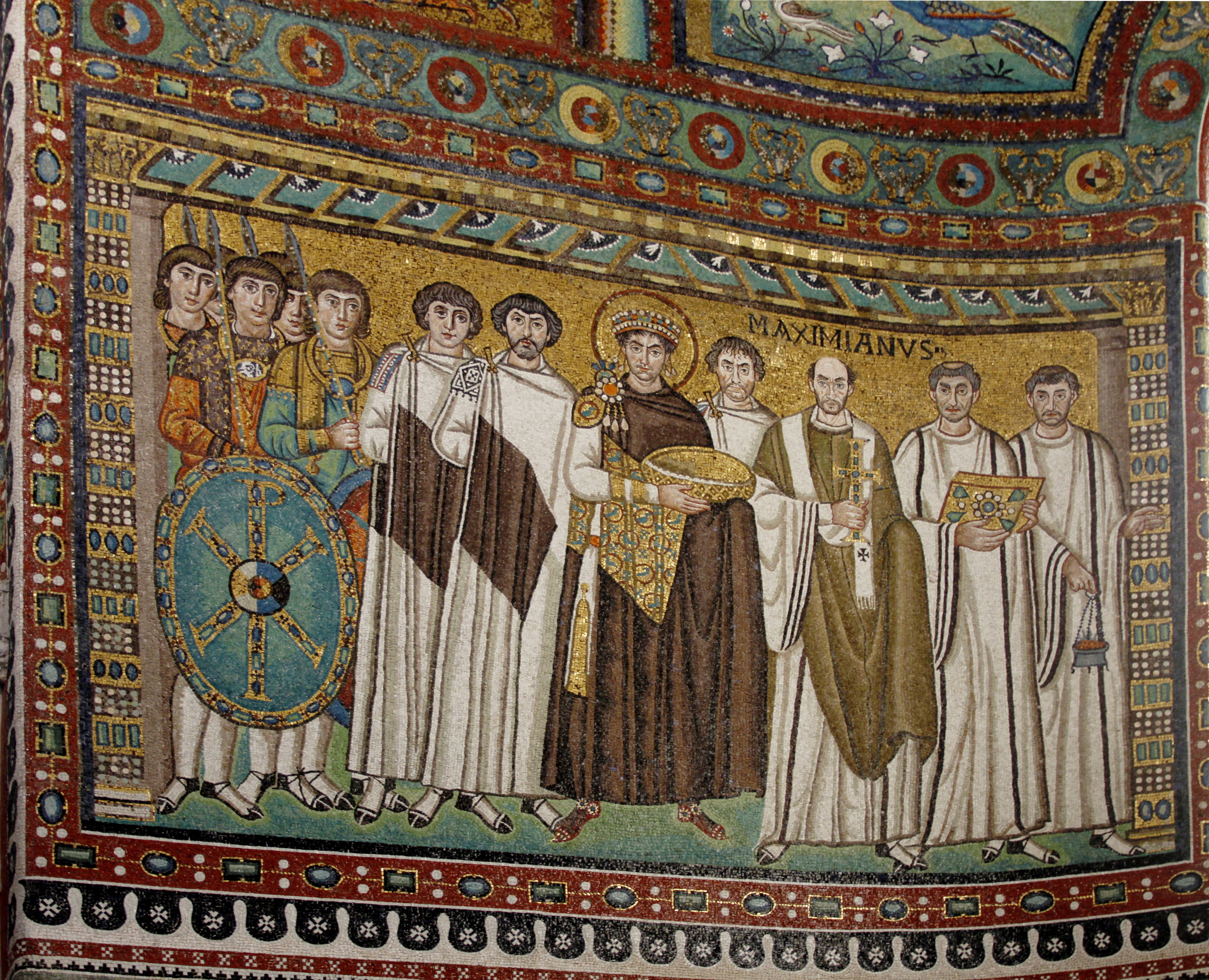
O imperador bizantino Justiniano I r. e sua corte: Os soldados à esquerda, com os torques de ouro típicos de guardas bizantinos, são escolas.
Mosaico na Basílica de São Vital, em Ravena

Escolas palatinas (em latim: Scholae Palatinae; em grego: Σχολαὶ; romaniz.: Skholaí) era uma tagma (guarda militar de elite dos impérios Romano e Bizantino). Sua origem geralmente é creditada ao imperador romano Constantino (r. 306–337), que a teria implementado como substituto para a cavalaria pessoal do Augusto, o braço montado da guarda pretoriana. As escolas sobreviveram pelo resto do período romano e bizantino até desaparecerem no fim do século XI, durante o reinado de Aleixo I Comneno (r. 1081–1118).